# Onze-Lieve-Vrouwekerk (Krefeld)
De Onze-Lieve-Vrouwekerk (Duits: Liebfrauenkirche)  is een neogotisch kerkgebouw aan het Von-Itter-Platz in Krefeld.

## Bouwgeschiedenis
Vanaf het jaar 1852 werd begonnen met de voorbereiding van de bouw. De kerk werd tussen 1854-1860 gebouwd naar het plan van de architect Vinzenz Statz, een van Duitslands meest invloedrijke vertegenwoordigers van de neogotiek. Wegens de kosten werd de bouw van de toren uitgesteld. Deze werd in de jaren 1872-1877 alsnog naar het oorspronkelijke ontwerp van Statz opgetrokken. Na 1960 werd de oorspronkelijke inrichting met uitzondering van het hoogaltaar verwijderd.

## Beschrijving
De Lieve-Vrouwekerk betreft een drieschepige basiliek van baksteen. Het gebouw heeft vijf traveeën, een dwarsschip en een koor in de vormen van de bedelordegotiek van de late 13e eeuw. Ten westen werd een toren met een stenen spits aangebouwd.

## Bijzonderheden
Het interieur maakt indruk met zijn grootse en eenvoudige vormen en behoort tot de meest indrukwekkende kerkinterieurs van het Rijnland. In de toren hangen vier klokken met de slagtonen b°-c"-d"-es". Ze werden in 1878 gegoten door François Goussel te Metz. De klokken wisten beide wereldoorlogen te overleven.
In 2012 roofden inbrekers een monstrans en een altaarkruis uit de sacristie van de kerk, nadat eerder in het jaar al een waardevolle monstrans uit de Johannes de Doperkapel te Krefeld werd ontvreemd. Ook werd er geld uit een opengebroken offerblok meegenomen. De monstrans uit de Johannes de Doperkapel werd enkele dagen na de inbraak teruggevonden, de roof in de Onze-Lieve-Vrouwekerk bleef onopgehelderd.